# 게이사이 에이센

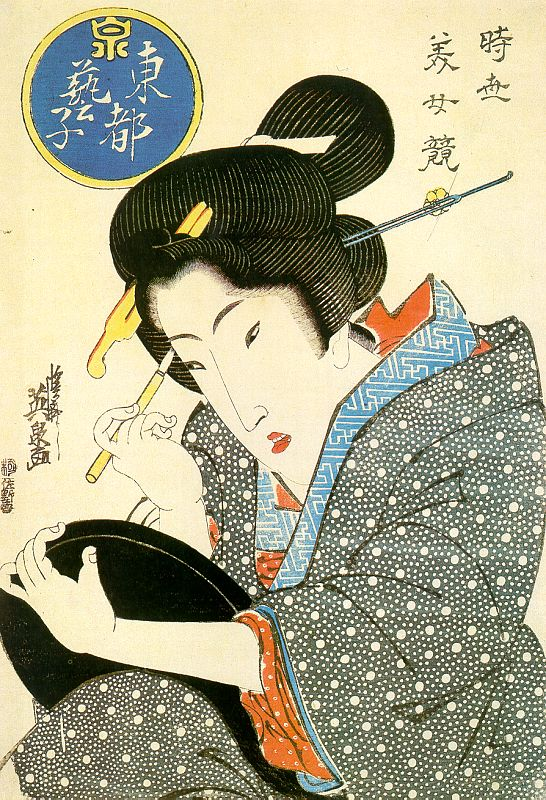
에이센이 그린 비진가(미인화)

게이사이 에이센(일본어: 渓斎英泉, 1790년~1848년)은 일본 에도 시대 후기의 우키요에 화가로 비진가(미인화)를 전문적으로 그렸다. 오쿠비에를 비롯한 그의 최고의 작품들은 "퇴폐적인" 분세이 시대(1818년 ~ 1830년)의 걸작으로 여겨진다. 그는 이케다 에이센으로도 알려져 있다.

## 생애

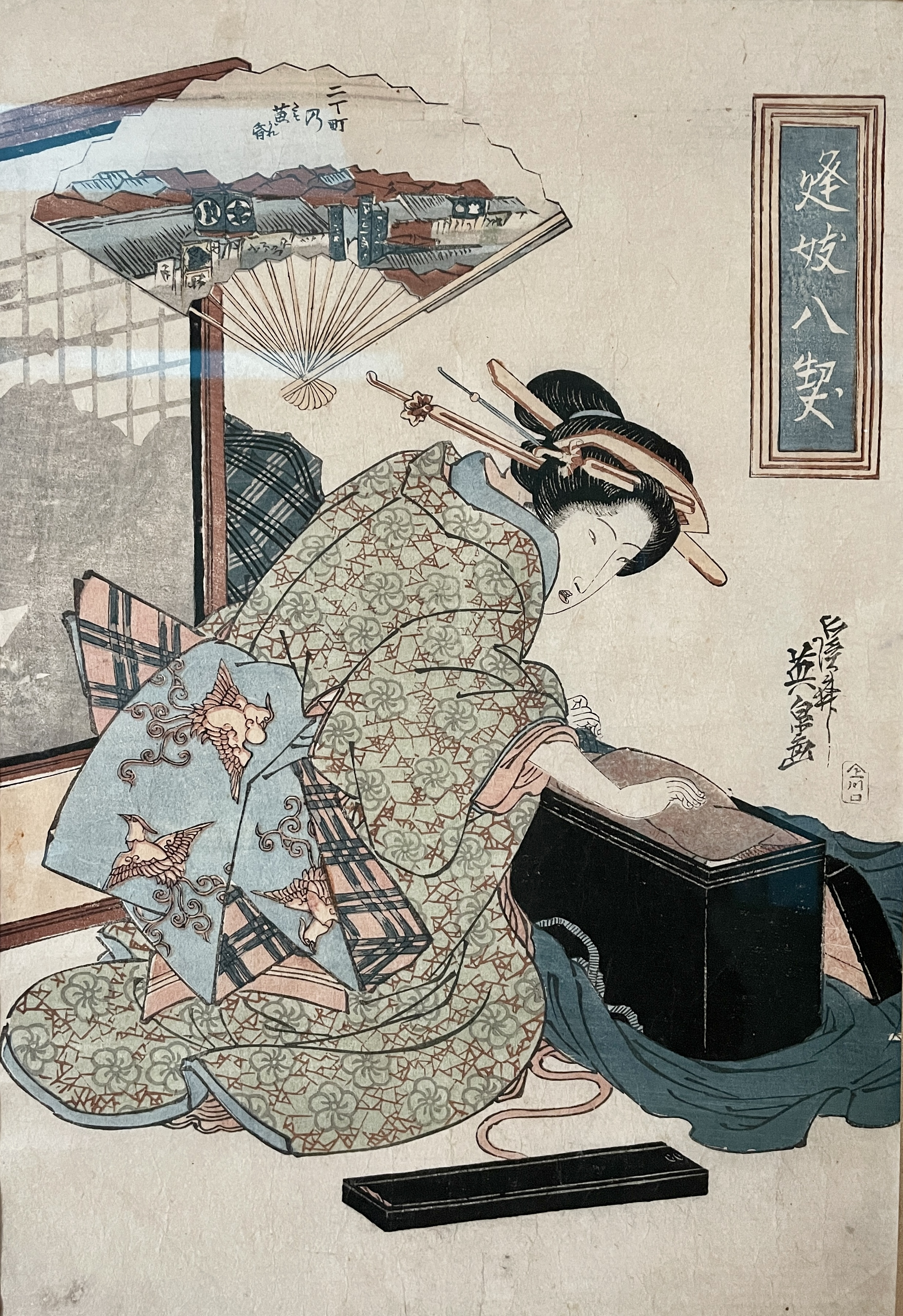
종이에 목판 인쇄, 1830년, 개인 소장

에이센은 에도에서 유명한 서예가의 아들 이케다 가문에서 태어났다. 그는 가노 하케이사이의 견습생이었고 그로부터 케이사이라는 이름을 얻게 되었다. 아버지가 죽은 후 에이센은 기쿠카와 에이잔 밑에서 공부했다. 에이센의 초기 작품엔 그의 멘토의 영향이 반영되어있지만 곧 자신만의 스타일을 발전시켜나갔다.
에이센은 스리모노(사적으로 발행한 판화)와 춘화, 그리고 자신이 시작하여 우타가와 히로시게가 완성한 키소카이도의 69번째 역참 등 수많은 풍경화를 제작했다. 에이센은 이전의 예술가들이 묘사한 것보다 더 세속적인 주제로 묘사하고 그들의 우아함과 멋을 덜 연구된 관능미로 대체한 비진가(미인화)로 가장 잘 알려져 있다. 그는 당시의 패션을 묘사한 많은 초상화와 장편 습작을 제작했다.
그는 수많은 판화를 제작했을 뿐만 아니라 작가로서 겐로쿠 아코 사건의 전기와 우키요에 화가들의 삶을 기록한 책인 루이코의 연보를 포함한 여러 책을 저술했다. 우키요에 화가들의 삶을 기록한 책인 루이코의 연보를 포함한 여러 책을 제작했다. 그의 부록은 "이름 없는 노인의 기록"으로 알려져 있다. 그는 자신을 방탕한 술꾼이라고 묘사하며, 1830년대에 불에 타버린 네즈의 한 매음굴의 주인이었다고 주장한다.

## 갤러리

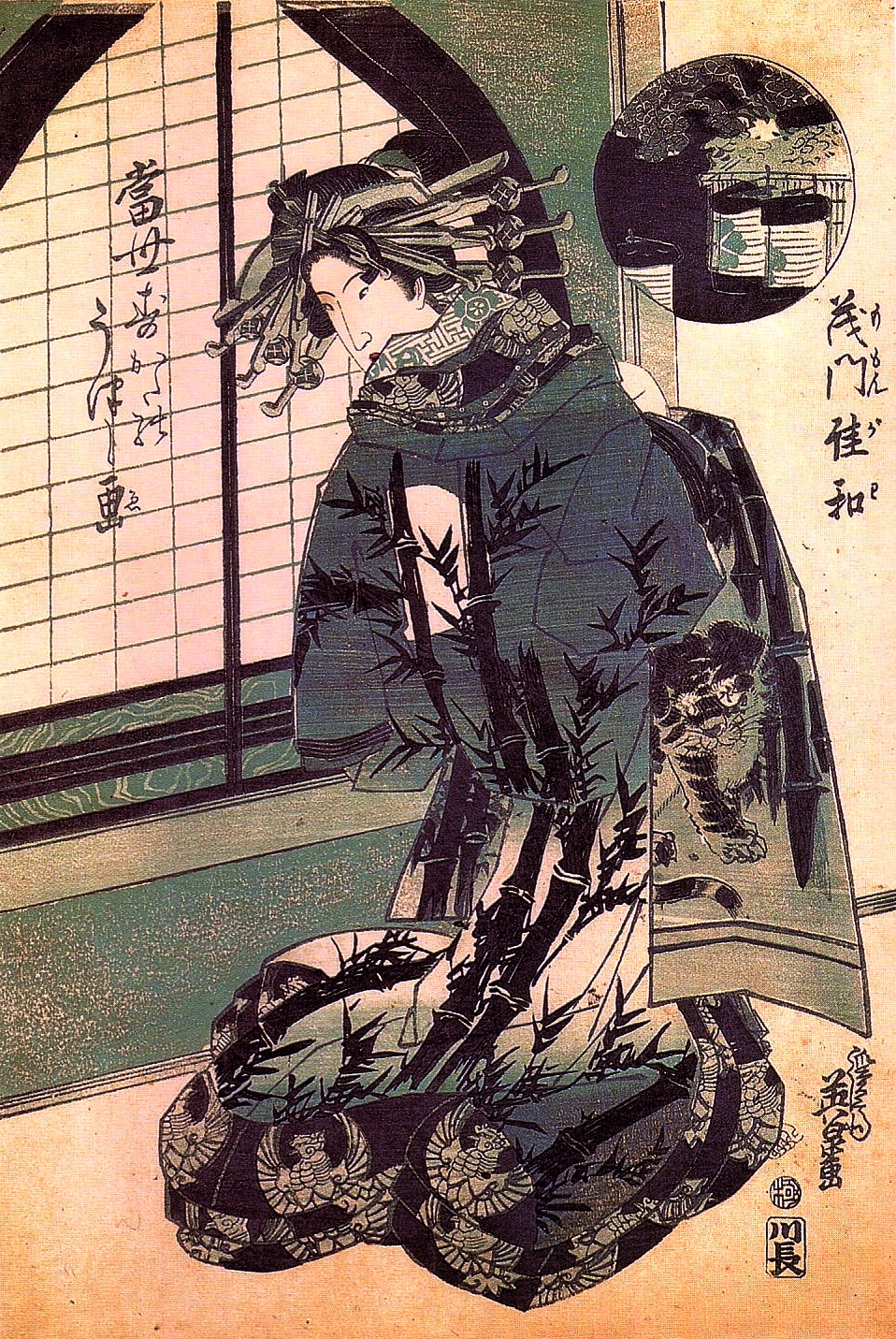
1808년경
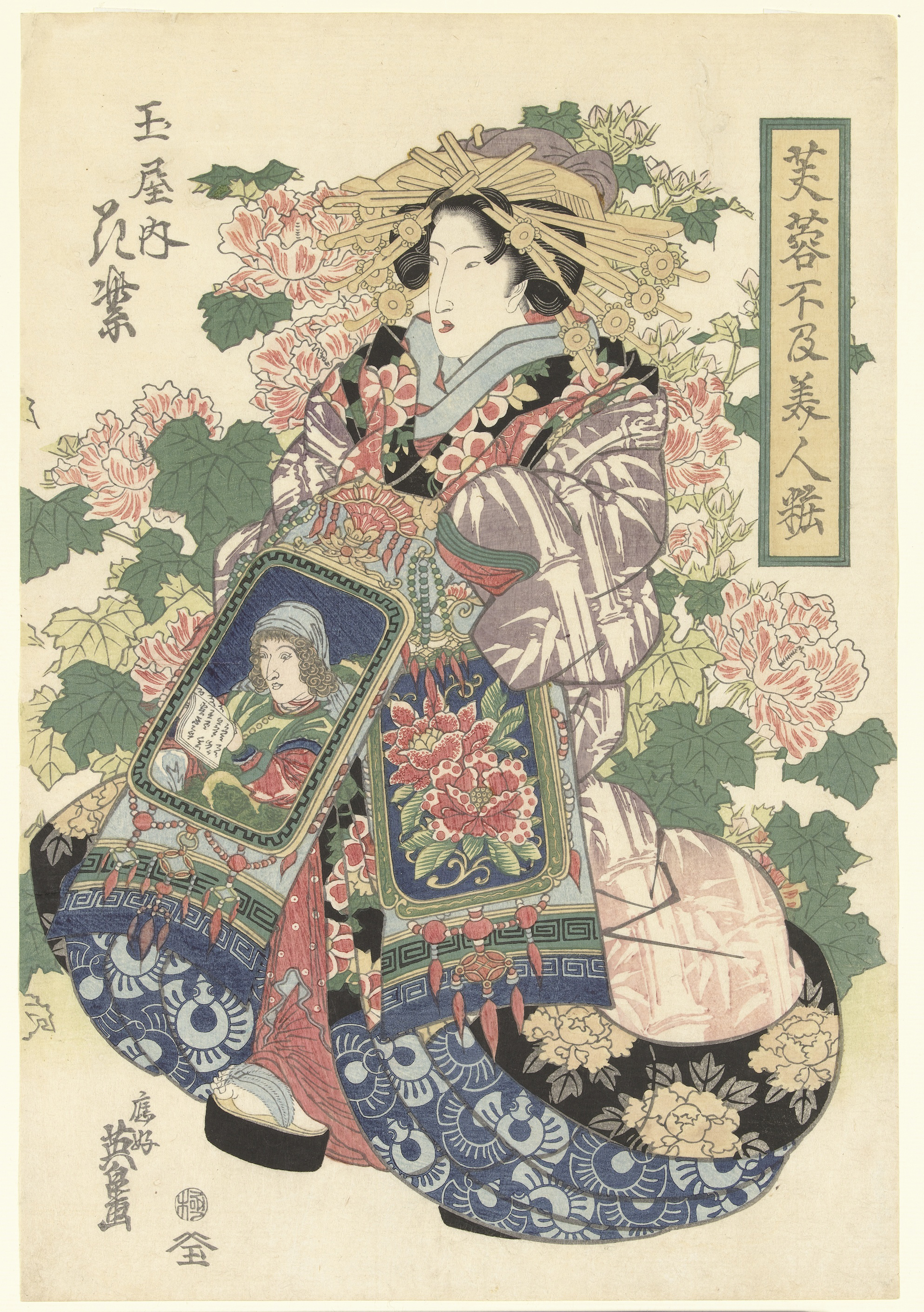
1820년~1830년 사이
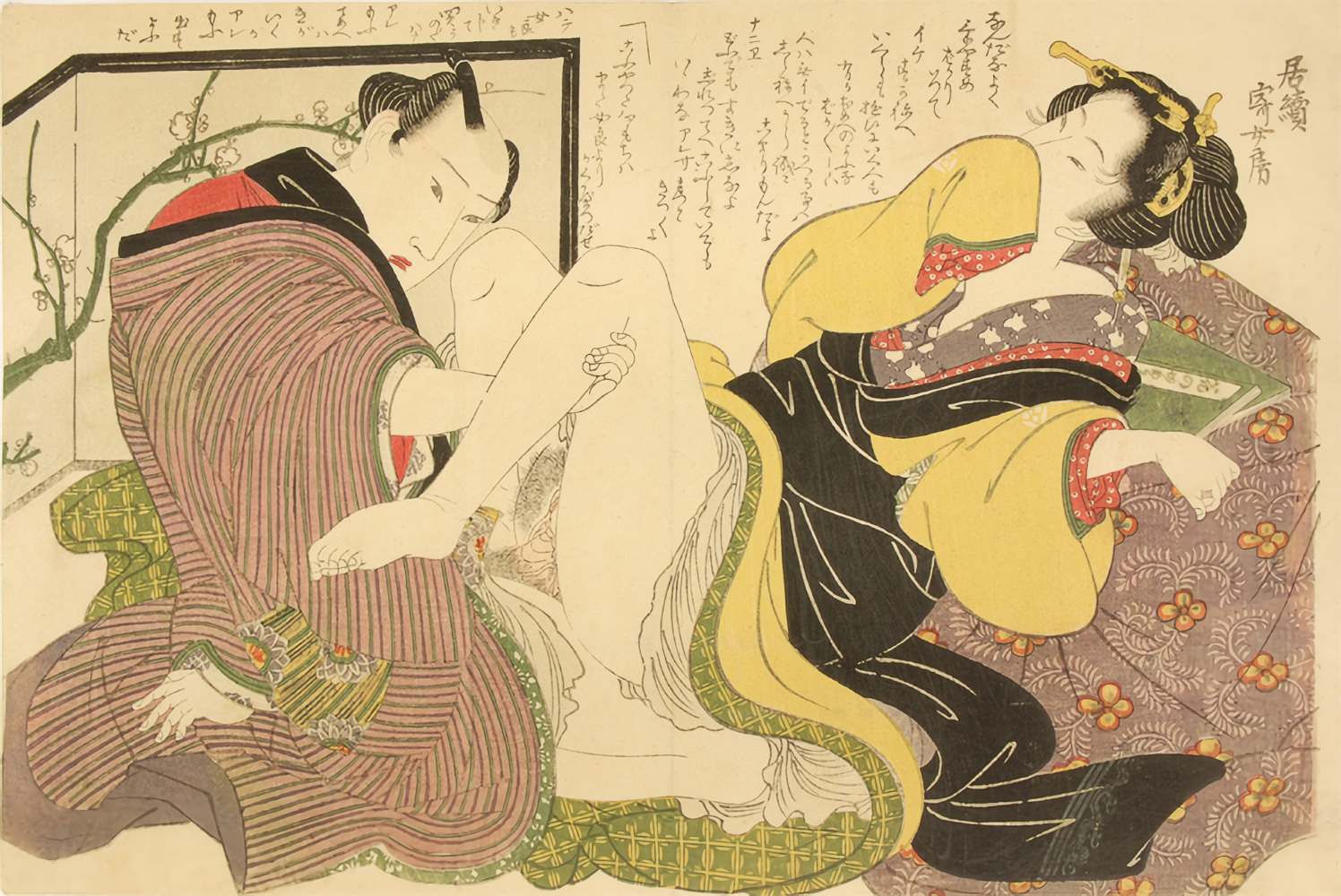
1825년경 에이센이 그린 슌가 작품
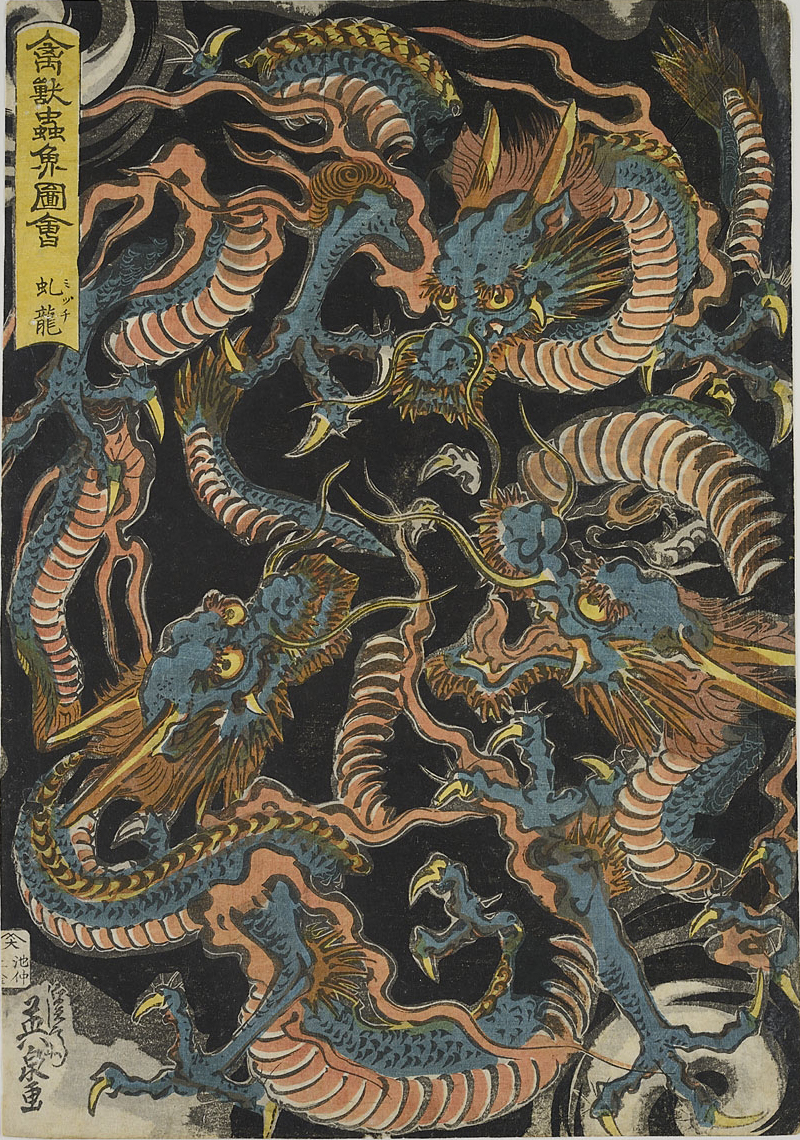
《수룡》, 1830~1848년경, 쿤스트 뮤지엄
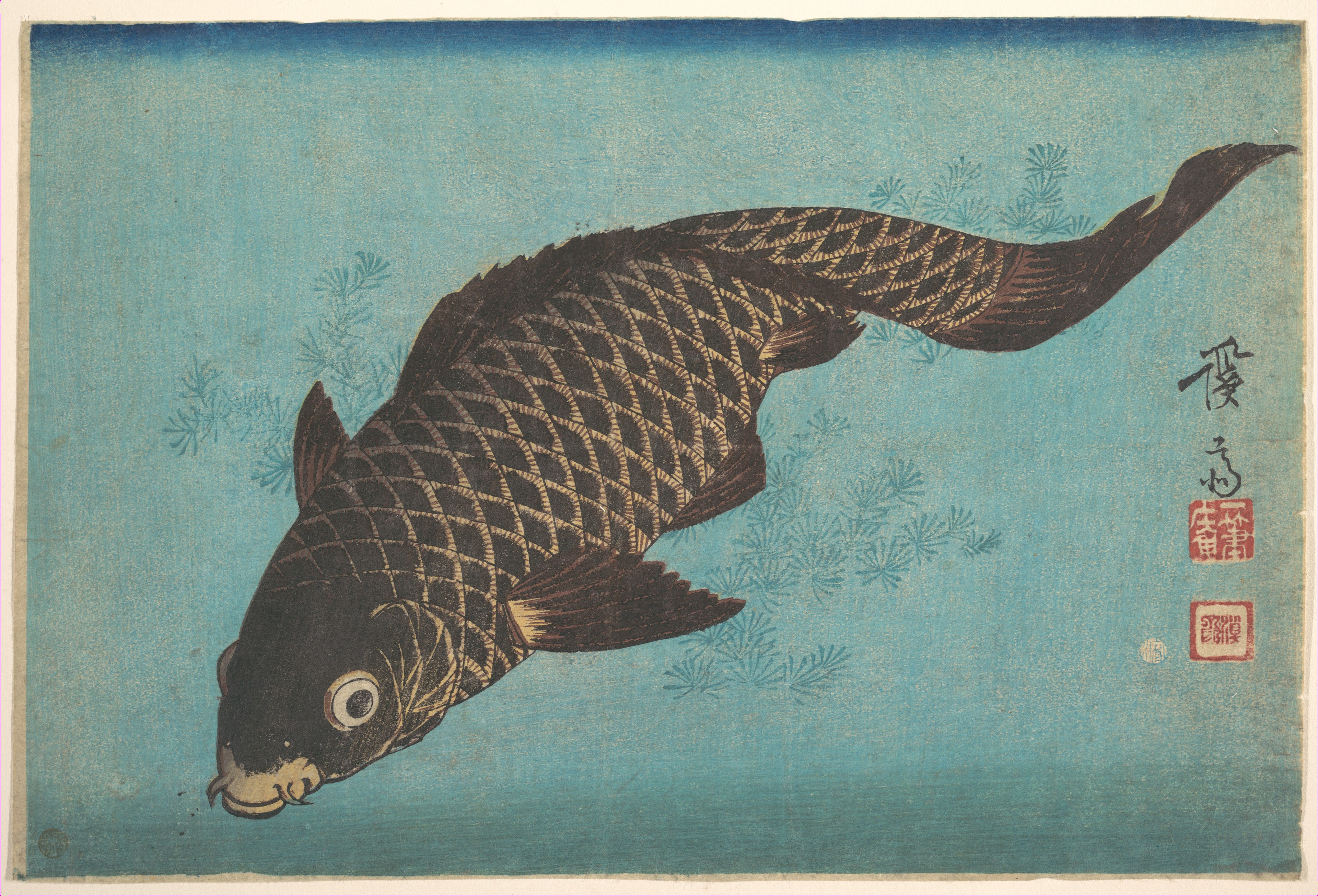
1842년경, 메트로폴리탄 미술관
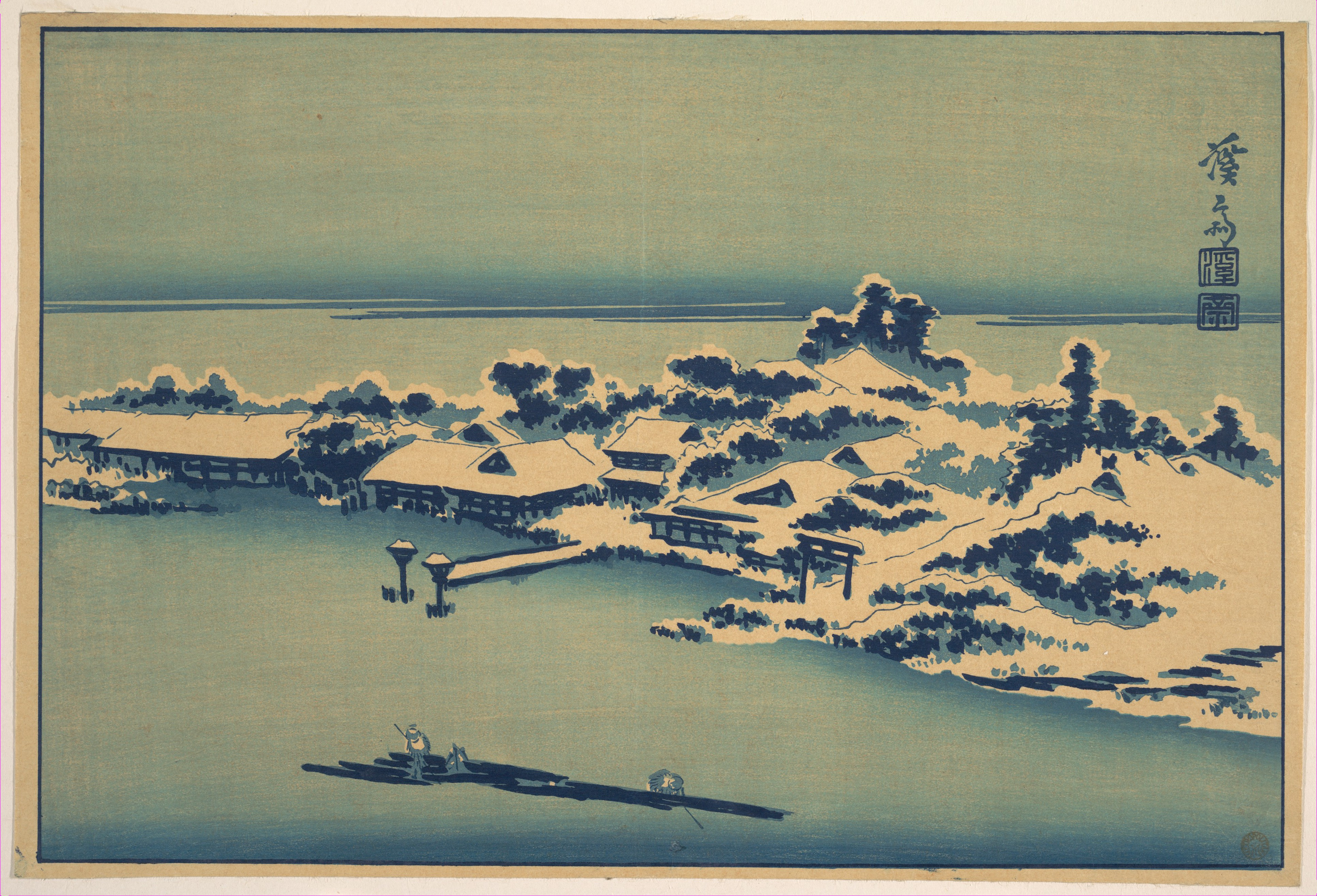
《겨울 풍경》, 25.4 x 38.1 cm, 메트로폴리탄 미술관
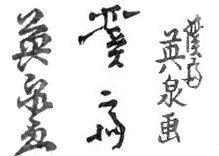
왼쪽에서 오른쪽으로 읽는 게이사이 에이센의 서명